# Витинск
Витинск — деревня в Северном районе Новосибирской области России. Входит в состав Чебаковского сельсовета.

## География
Площадь деревни — 72 гектаров.

## История
Основана в 1909 г. В 1928 г. поселок Витенский состоял из 14 хозяйств, основное население — чуваши. В административном отношении входил в состав Верх-Назаровского сельсовета Ново-Троицкого района Барабинского округа Сибирского края.

## Население
| 2002 | 2007 | 2010 |
| ---- | ---- | ---- |
| 320  | ↗337 | ↘306 |

## Инфраструктура
В деревне по данным на 2007 год функционируют 1 учреждение здравоохранения и 1 учреждение образования.